# Gheorghe Lazăr (Ialomiţa)
Pour l’article homonyme, voir Gheorghe Lazăr.
Gheorghe Lazăr est une commune du județ de Ialomița en Roumanie.